# 長林寺 (足利市西宮町)
長林寺（ちょうりんじ）は、栃木県足利市にある曹洞宗の寺院。

## 歴史
1448年（文安5年）、長尾景人の開基である。景人は足利長尾氏の始祖であり、足利長尾氏の菩提寺となっている。元々は勧農城付近に位置しており、「長雲寺」後に「龍沢寺」という名称であった。景人の子景長の代になり居城を足利城に移したのを機に、現在地に移転し、「長林寺」に改称した。
墓地には、長尾氏歴代の墓所の他に南画画家の田崎草雲や歌人の丸山芳良、「近代足利織物の父」と評される近藤徳太郎の墓がある。

## 文化財
- 絹本墨画淡彩観瀑図（重要文化財 平成9年6月30日指定）[4]
- 長林寺本堂（登録有形文化財 平成16年6月9日指定）[5]
- 長林寺開山堂（登録有形文化財 平成16年6月9日指定）[6]
- 絹本著色釈迦三尊・十六善神図（栃木県指定有形文化財 平成9年8月26日指定）[7]
- 紺糸威餓鬼胴具足（三つ巴九曜紋章散）（足利市指定文化財 昭和37年4月1日指定）[8]
- 絹本著色柳堤聞鴬之図（足利市指定文化財 昭和37年6月25日指定）[9]
- 紙本著色達磨像（足利市指定文化財 昭和37年6月25日指定）[10]
- 銅造大日如来坐像（足利市指定文化財 昭和47年6月20日指定）[11]
- 長林寺山門（足利市指定文化財 平成8年10月18日指定）[12]
- 石造地蔵菩薩立像（足利市指定文化財 平成9年3月19日指定）[13]
- 長尾氏歴代墓所（足利市指定史跡 昭和46年11月19日指定）[14]

## 交通アクセス
- 足利駅より徒歩30分。